# Grand-Gosier
Grand-Gosier (Haitianisch-Kreolisch Gran Gozye) ist eine Gemeinde im Département Sud-Est von Haiti. Sie liegt im Arrondissement Belle-Anse.

## Geschichte
Das Gebiet Grand-Gosier wurde als östlichster Teil des Militärbezirks von Jacmel offiziell 1848 gegründet. Das Gebiet umfasste drei kommunale Abschnitte namens Bois-Sec, den Hafen Saint-Jean und Colline-des-Chènes. Zu der Gemeinde gehörten auch die heutigen Gemeinden Thiotte und Anse-à-Pitres, die im 20. Jahrhundert selbstständige Verwaltungseinheiten wurden.
Ihr Name „Grand-Gosier“ ist die lokale Bezeichnung für den Pelikan.

## Lage und Beschreibung
Das Gebiet der Gemeinde Grand-Gosier hat nur einen kurzen Küstenstreifen und erstreckt sich von dort durch das Bergland der Colline des Chènes bis zu der Grenze des Département Ouest im Norden.
Neben dem Stadtzentrum Ville de Grand Gosier und dem Quartier de Bodarie besteht ein ländlicher Gemeindebezirk:
- Colline des Chènes (auch Bodarie genannt) mit Bois Cabrit, Boucan Tanillin, Ca Barrois, Ca Eustache, Camiel, Caroseau,  Carrefour Mare Jauffrey, Coeur Bois, Colline des Chênes, Fond Diable, Grand Place, Lourou, Mare Citron, Mare Flanga,  Mare Jauffrey, Marianaci, Nan Coma, Nan Fougère, Nan Marot, Nan Plaisir, Nan Rada, Nan Roche, Nan Simbi, Oranger, Ratier, Trou Couvri, Trou Morin und Zerbe Fine

Die Route Départementale RD-208 verläuft durch die Gemeinde parallel zur Küste. Bis nach Belle-Anse im Westen sind es 38 Kilometer. In östlicher Richtung wird die Grenzstadt Anse-à-Pitres nach 52 Kilometern erreicht. Hier befindet sich der Grenzübergang Pedernales zur Dominikanischen Republik. Die nächstgelegene Route Nationale RN-4 befindet sich im Westen nach 102 Kilometern in Jacmel.
Die Lebensbedingungen in der Gemeinde Grand-Gosier sind schwierig. Gesundheitsfürsorge, Trinkwasser- und Elektrizitätsversorgung, Straßeninfrastruktur, Kommunikation, Bildung und vieles mehr sind suboptimal oder nicht existent. Die Bevölkerung fühlt sich Presseberichten folgend von den Behörden des Landes vernachlässigt oder sogar vergessen.

## Persönlichkeiten
- Félix Morisseau-Leroy (1912–1998), Schriftsteller und Dichter[4]